# Jouhikko
Le jouhikko ou jouhikannel est un instrument arrivé en Finlande après avoir traversé la Norvège. Il est proche du crwth gallois. L'instrument fait partie de la famille des lyres à archet.

## Facture
C'est un instrument constitué généralement de 3 cordes de crin (parfois 2) se jouant à l'archet ; sa caisse présente un dos évidé fortement bombé et une table plate.

## Jeu
Une ouverture à gauche permet à l'instrumentiste de passer le bout des doigts pour raccourcir l'une des cordes en la touchant au côté et non en y appuyant, et ainsi changer la hauteur de la note. La deuxième corde joue le rôle de bourdon. Un instrument à deux cordes permet de jouer 5 notes, soit la tessiture d'une quinte. Si une troisième corde est présente sur l'instrument, elle permet de jouer une note plus grave d'un ton, étendant la tessiture totale de l'instrument à une sixte majeure.
L'instrument est joué en le positionnant sur la jambe gauche, son extrémité inférieure s'appuyant sur le genou droit.